# Compulsion (film 2016)
Compulsion é un film italo-canadese del 2016 diretto da Craig Goodwill.

## Trama
Una scrittrice di romanzi erotici Sadie Glass, viene convinta dal suo ex amante Alex ad unirsi a lui e ad una donna enigmatica Francesca, in una villa italiana per un weekend di festa in onore dell'uscita del suo ultimo libro e una volta lì, si ritrova coinvolta in una serie di omicidi e intrighi.